# Canelle Chokron
 (août 2022).
Canelle Chokron, née le 13 janvier 1999, est une entrepreneuse française.
En 2021, elle figure parmi la liste Vanity Fair 30 under 30. 
En 2022, elle est nommée par Forbes France parmi les 40 femmes les plus influentes de l'année.

## Biographie

### Enfance et éducation
Canelle Chokron naît le 13 janvier 1999. Elle est l'aînée de sa fratrie. Elle a deux sœurs. Elle est titulaire d'une baccalauréat économique et social au lycée Paul-Lapie. En 2019, elle abandonne ses études à l'École supérieure des sciences commerciales d'Angers pour se lancer dans l'entrepreneuriat.

### Carrière

#### Vybe
En 2019, alors âgée de 21 ans,, elle co-fonde Vybe, une néo-banque destinée à la génération Z,, aux côtés de Maxence Cornet, Brice Garnier, Vincent Jouanne et Alexandre Pidault.

## Vie privée
Plus jeune, Chokron a fait de la natation.

## Filmographie

### Télévision
- 5 mai 2022 : Ça commence aujourd'hui[8]

## Distinctions
En 2021, elle figure parmi la liste Vanity Fair 30 under 30. En 2022, elle est figure dans le classement de Forbes des 40 femmes les plus influentes de l'année.